# 不ねじれ加群
不ねじれ加群（ふねじれかぐん　英: torsionless module）とは、代数学における環上の加群について、自身から二重双対加群への正準写像（χ : M → M**）が、単射であるような加群 M の事をいう。同値なことだが、台の環を R とおくとき、0M 以外、M の何れの元も、R-線形汎函数によって 0R へと写されることがないような加群 M の事であるともいえる。

## 参照
- Chapter VII of Bourbaki, Nicolas (1998), Commutative algebra (2nd ed.), Springer Verlag, ISBN 3-540-64239-0
- Lam, Tsit-Yuen (1999), Lectures on modules and rings, Graduate Texts in Mathematics No. 189, Berlin, New York: Springer-Verlag, ISBN 978-0-387-98428-5, MR1653294